# Perfecto Monserrat Hervás
Perfecto Monserrat Hervás, conegut com El Roig (o Roget) de Carlet (Carlet, 10 de maig de 1924 - Carlet, 8 d'octubre de 1999) va ser un pilotari valencià. Home corpulent de pel roig, d'ací el seu sobrenom o nom de pilotari, va ser un gran jugador de pilota al carrer i a l'alt. El Roig tirava la pilota amb molta força, dins del mateix joc podia tirar quatre pilotades a la galeria des del dau i quitançar (finiquitar) el joc en un tres i no res. Jugava "per cama baixa" amb gran facilitat. Va ser un jugador de potència més que d'habilitat, però en conjunt excel·lent, tot i tindre un aspecte corpulent, era un home àgil, jugant moltes pilotes d'esquena i per baix cama. Prova d'això és haver guanyat el primer Campionat Nacional d'Escala i Corda de pilota valenciana (la modalitat antiga del Circuit Bancaixa) l'any 1952 juntament amb el seu veí de Carlet, Patet.